# موتور حاجی عبدالرحمان (چشمه زیارت)
موتور حاجی عبدالرحمان یا ملک داد روستایی در دهستان چشمه زیارت بخش مرکزی شهرستان زاهدان استان سیستان و بلوچستان ایران است.

## جمعیت
بر پایه سرشماری عمومی نفوس و مسکن در سال ۱۳۹۵ جمعیت این روستا ۳۱ نفر (۱۰خانوار) بوده‌است.